# SICO:s guldpipa
SICO:s guldpipa  är en utmärkelse som ges till säsongens främste domare i Svenska Hockeyligan, framröstad av seriens samtliga spelare. Guldpipan har delats ut årligen sedan säsongen 1981/1982. Priset har mycket hög status i domarkåren, eftersom det är spelarna själva som utser segraren.[källa behövs]
SICO står för Sveriges ishockeyspelares centralorganisation.

## Vinnare per säsong
| - 1982 - Gary Eriksson, Skellefteå - 1983 - Gary Eriksson, Skellefteå - 1984 - Lars Henriksson, Ljungby - 1985 - Ulf Lindgren, Huddinge - 1986 - Gary Eriksson, Skellefteå - 1987 - Kjell Lind, Gävle - 1988 - Kjell Lind, Gävle - 1989 - Kjell Lind, Gävle - 1990 - Börje Johansson, Tranås - 1991 - Börje Johansson, Tranås - 1992 - Börje Johansson, Tranås - 1993 - Roger Öberg, Själevad - 1994 - Jörgen Grundström, Bollstabruk - 1995 - Roger Öberg, Själevad - 1996 - Roger Öberg, Själevad - 1997 - Ulf Rådbjer, Tumba - 1998 - Ulf Rådbjer, Tumba - 1999 - Ulf Rådbjer, Tumba - 2000 - Ulf Rådbjer, Tumba | - 2001 - Ulf Rådbjer, Tumba - 2002 - Ulf Rådbjer, Tumba - 2003 - Ulf Rådbjer, Tumba - 2004 - Thomas Andersson, Gävle - 2005 - Thomas Andersson, Gävle - 2006 - Thomas Andersson, Gävle - 2007 - Thomas Andersson, Gävle - 2008 - Marcus Vinnerborg, Ljungby - 2009 - Marcus Vinnerborg, Ljungby - 2010 - Marcus Vinnerborg, Ljungby - 2011 - Ulf Rönnmark, Stockholm - 2012 - Ulf Rönnmark, Stockholm - 2013 - Ulf Rönnmark, Stockholm - 2014 - Mikael Nord, Arboga - 2015 - Mikael Nord, Arboga - 2016 - Mikael Nord, Arboga - 2017 - Mikael Nord, Arboga - 2018 - Mikael Nord, Arboga - 2019 - Mikael Sjöqvist, Karlstad - 2020 – Patrik Sjöberg - 2021 – Mikael Nord - 2022 – Tobias Björk - 2023 – Linus Öhlund - 2024 – Linus Öhlund |

### Fotnoter
1. ↑  Elitdomarföreningen: Guldpipan Arkiverad 11 augusti 2010 hämtat från the Wayback Machine., läst 6 juli 2010
2. ↑  ”Mikael Nord vinner Guldpipan för femte(!) året i rad!”. https://sico.nu/mikael-nord-vinner-guldpipan-for-femte-aret-i-rad/. Läst 23 mars 2019.